# Vrouwenakker
Vrouwenakker est un hameau de la commune néerlandaise de Nieuwkoop, dans la province de la Hollande-Méridionale. Le 1er janvier 2007, Vrouwenakker comptait 310 habitants.
Jusqu'en 1989, Vrouwenakker était situé dans la province d'Utrecht et faisait partie de la commune de Mijdrecht. En 1989, le hameau passe à la Hollande-Méridionale, à la commune de Nieuwveen.